# Diana Vandenberg

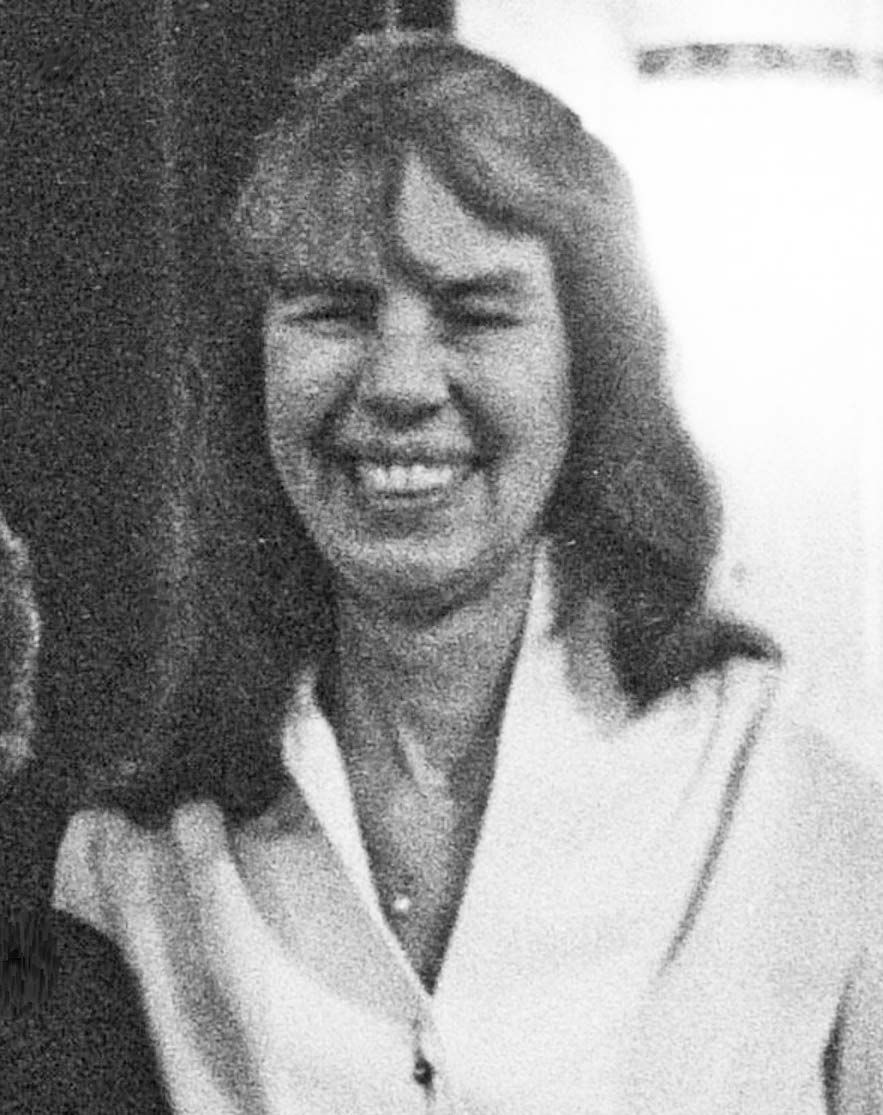
Diana Vandenberg 1980

Diana Vandenberg, geb. Angèle Thérèse Blomjous (* 1. April 1923 in Den Haag; † 3. Oktober 1997 ebenda), war eine niederländische Malerin des Surrealismus und des Phantastischen Realismus.

## Leben
Angèle Blomjous war die Tochter eines Textilfabrikanten. Bereits in der Kindheit wurde ihr spirituelles Interesse durch eine Pilgerreise mit den Eltern nach Lourdes geweckt. Nach ihrem Abschluss an der Hogereburgerschool schrieb sie sich an Königliche Kunstakademie in Den Haag ein, wo sie u. a. von Paul Citroen unterrichtet wurde, und wechselte später an die Académie de la Grande Chaumière in Paris. Während ihrer Studienzeit erhielt sie von Kommilitonen den Spitznamen „Diavola“ (Teufelin), aus dem sie wiederum ihren Künstlernamen "Diana" entwickelte. In dieser Zeit lernte sie auch die anthroposophischen Lehren Rudolf Steiners kennen.
1952 heiratete Angèle/Diana Blomjous Johfra Bosschart (bürgerlich Johannes Franciscus Vandenberg), mit dem gemeinsam sie den Rosenkreuzern beitrat und Salvador Dalí traf. Nachdem Johfra sie zugunsten der gemeinsamen Bekannten und Malerkollegin Ellen Lórien verlassen hatte, wurde die Ehe 1962 geschieden. Diana Vandenberg behielt ihren Ehenamen bei. Vandenberg präsentierte ihre Werke in den Niederlanden, Belgien, Frankreich, Deutschland, der Schweiz, Griechenland, Indonesien und den Vereinigten Staaten einem weltweiten Publikum und hielt zahlreiche Vorträge. Sie zählt (gemeinsam mit ihrem Ex-Mann und dessen zweiter Frau) zu den sieben Künstlern, die der Kunstkritiker Hein Steehouwer 1974 zu der von ihm so benannten Gruppe der Sieben Metarealisten zusammenfasst.

## Werk
Diana Vandenberg schuf ungefähr 800 Gemälde. Ihr Œuvre umfasst neben Porträts insbesondere surrealistische Motive mit starken religiösen und philosophischen Bezügen. Es fußt auf ihrer tiefen Überzeugung, dass das Göttliche allgegenwärtig sei. Einen Höhepunkt ihres Werk stellt der neuntafelige „Baum des Lebenszyklus“ als Symbol für den Lebensweg des Menschen dar. Bekannt wurde auch ihr Ölgemälde Der siebte Tag, das die Hand Gottes die Erdkugel haltend zeigt.